# 1362 هـ
1362 هـ هي سنة في التقويم الهجري امتدت مقابلةً في التقويم الميلادي بين سنتي 1943 و1944.

## مواليد
- حسن قاسم حبش، خطاط عراقي.
- عبد العزيز بن عبد الله آل الشيخ.
- مجتبى الحسيني الشيرازي.
- محمد محمد صادق الصدر.
- علي محمد صيقل.
- أسامة عبد الرحمن.
- إبراهيم الفوزان.
- بدر القطامي.
- خالد عبد الله الصقعبي.
- خليفة خليفوه.
- رالف ستاينمان.
- عبد الكريم الحقيل.
- عطا أبو الرشتة.
- محمد السيد ندا.
- محمد الهاجري.
- محمد تقي العثماني.
- محمد ردمان الزرقة.
- هورست كولر.
- يوسف ناصر.

## وفيات
- أبو بكر داغستاني
- أشرف علي التهانوي
- إبراهيم باكير
- حامد رضا خان
- دانكن بلاك ماكدونلد
- رضا الهندي
- عبد القادر الإسكندراني
- كليفورد وتنجام بيرز
- محمد حسين الأصفهاني
- هوتسما
- أمين المعلوف
- عبد الجواد الدومي
- علي الدقر